# Raúl Párraga
Raúl Alejandro Párraga Correa (Lima, Perú, 16 de septiembre de 1947) es un exfutbolista peruano que jugaba en la posición de mediocampista y que además formó parte de la selección de su país durante la Copa América 1975. Actualmente es entrenador deportivo de menores en su ciudad natal, Breña.

## Carrera
Párraga hizo su debut profesional en el Defensor Lima en 1965, donde comenzó desde juveniles al mando del profesor José Chiarella. Ingresó en Universitario de Deportes en 1976 y jugó en el club hasta 1977. Pasó la temporada de 1978 con el Colegio Nacional de Iquitos, donde jugó hasta su retirada deportiva en 1979 a la edad de 32 años.

## Clubes
| Club          | País | Año         |
| ------------- | ---- | ----------- |
| Defensor Lima | Perú | 1965 - 1975 |
| Universitario | Perú | 1976 - 1977 |
| C. N. I       | Perú | 1978 - 1979 |

## Palmarés

### Campeonatos nacionales
| Título                    | Club          | País | Año  |
| ------------------------- | ------------- | ---- | ---- |
| Primera División del Perú | Defensor Lima | Perú | 1973 |

### Copas internacionales
| Título       | Selección          | Sede    | Año  |
| ------------ | ------------------ | ------- | ---- |
| Copa América | Selección del Perú | Caracas | 1975 |